# Paul Eisler
Paul Eisler (Viena, 1907 – Londres, 26 de octubre de 1992) fue un inventor austríaco, calificado ingeniero por la Universidad Tecnológica de Viena en 1930. Entre sus inventos y descubrimientos se destacan los circuitos impresos.

## Vida y formación
Se graduó en la ingeniería en la Universidad Tecnológica de Viena en 1930.
A causa de ser judío, provocó que las organizaciones antisemitas germano-nacionalistas hicieran lo posible para que no pudiera conseguir un trabajo como ingeniero en Viena. No obstante, pudo conseguir un trabajo con la empresa inglesa de tecnologías de grabación EMI en 1931, trabajando en “His Master's Voice” en Belgrado.: 15 
Su trabajo consistió en la eliminación de las interferencias de radio producidas en los sistemas de difusión de música en los trenes de Belgrado a Niś.: 16  A pesar de que el proyecto técnico fue realizado con un rotundo éxito, fue todo un desastre en el aspecto económico a causa de que la única divisa de pago que podía realizar Serbia, era mediante el trueque de grano y no con dinero, a causa de una crisis de divisas que estaba pasando el país. Como resultado de estos sucesos, tuvo que volver a Viena, donde aún no podía desempeñar el trabajo de ingeniero, no obstante, pudo obtener un trabajo como periodista e impresor, en primer lugar en Randfunk (en este lugar, desarrolló un método de bajo coste para la impresión de la programación de la radio) y finalmente en un editora social-demócrata de nombre Vorwärts.: 17  La experiencia que obtuvo como impresor en estos trabajos más adelante le resultaría crucial. Sin embargo, en 1934, tras el golpe de los fascista austriacos, y a causa del carácter social-demócrata que tenía Vorwärts, esta fue cerrada.
A partir de estos sucesos, comenzó a trabajar de forma independiente, patentando una serie de ideas sobre su doctorado en la universidad ( en grabación de sonido gráfico y televisión estereoscópica ). Por este motivo, en 1936: 18–19 , comenzó a interesarse en obtener la visa para poder viajar a Inglaterra y poder comenzar a ofrecer sus patentes a las empresas.
Su primo, Philipp Fehl, contacto con la llegada de Eisler, como refugiado de en Inglaterra, y este, ayudó para que el padre de su primo Fhel, saliera con vida de Viena del campo de concentración de Dachau.

## Inventos

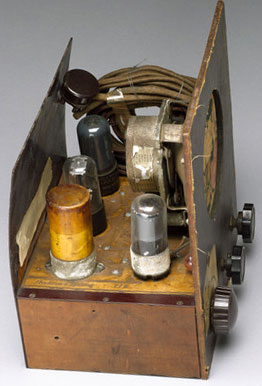
Primera radio funcional con circuitos impresos.

Vivió en una casa de huéspedes de Hampsteadm sin trabajo y sin permiso para desempeñarlo, y por ello empezó a fabricar una radio usando circuitos impresos mientras intentaba vender alguna de sus ideas a las empresas. Por estos tiempos, los cines Odeon le contrataron para que trabajara con su tecnología. El problema común con el que se encontraba en este trabajo, es el vertido de alimentos en los asientos de los cines. Eisler ideó una funda amarilla que se colocaba como recubrimiento en los asientos en beneficio al siguiente espectador. Al finalizar los pases, simplemente se removían y limpiaban.
A causa de haber ayudado a varios miembros de su familia a escapar de Austria, fue acusado e internado por los Británicos como un enemigo extranjero después de comenzar la Segunda Guerra Mundial. Fue liberado en el año 1941, donde pudo ser capaz de trabajar para Henderson y Spalding, una empresa de litografía en Camberwell, dirigida por Harold Vezey-Strong, la cual, invirtió sobre su idea del circuito impreso a través de una empresa filial creada expresamente por Henderson y Spalding que se denominaba Technograph. No obstante, una vez firmó el contrato, al no leerlo, le fueron confiscados todos los derechos de su invento. Este contrato, era un contrato bastante estándar, donde se acordaba que no se presentaría ningún derecho de patente mientras el tuviera una empleo con nómina en la empresa, no obstante, también se le ofreció el 16,5% de la participación en la empresa Technograph.
Al principio llamó la atención la falta de intereses sobre el invento, hasta que finalmente, una empresa de Estados Unidos comenzó a utilizar esta tecnología de circuitos impresos en la creación de una espoleta de proximidad, la cual era vital para contrarrestar la bomba aérea alemana V-1. Sin embargo, se logró obtener las tres primeras patentes del circuito impreso para un amplio abanico de aplicaciones, las cuales se dividieron desde una sola aplicación presentada en el año 1943 y que finalmente fue publicada tras largos y costosos procedimientos legales el 21 de junio de 1950.
Al finalizar la Segunda Guerra Mundial, Estados Unidos comenzó con la innovación sobre el circuito impreso, y desde el año 1948, se ha utilizado en toda la electrónica disponible en los aviones. En esos momentos, existían muy pocas empresas reconocidas que dispusieran de licencias de Technograph y la empresa estaba pasando por duros momentos económicos.
Cuando terminó la guerra, Estados Unidos abrió el acceso a la innovación de circuito impreso y desde 1948, se ha utilizado en toda la electrónica del instrumento en el aire. Muy pocas empresas reconocidas o licencia de patentes Technograph y la empresa tenía dificultades económicas. Paul Eisler dimitió de Technograph en 1957. Entre sus proyectos en forma independiente, figuraba una capa delgada para proveer calor a pavimentos y revestimientos, o alguno relacionado con la cadena alimentaria, como los palitos de pescado. La idea de la capa delgada era viable, pero el interés se desvaneció después de la llegada de los recursos energéticos más baratos con el descubrimiento de gas natural en el Mar del Norte.
Otros inventos y aplicaciones de Eisler, fueron por ejemplo la práctica en tecnologías térmicas, como el calentador de pizzas, o un desempañador para las lunas traseras de los vehículos. No obstante, estas aplicaciones e inventos no tuvieron tanto éxito comercial.
En 1963, Technograph perdió la demanda en contra de Bendix sobre la reivindicaciones sobre las versiones americanas de sus patentes.